# トビト記

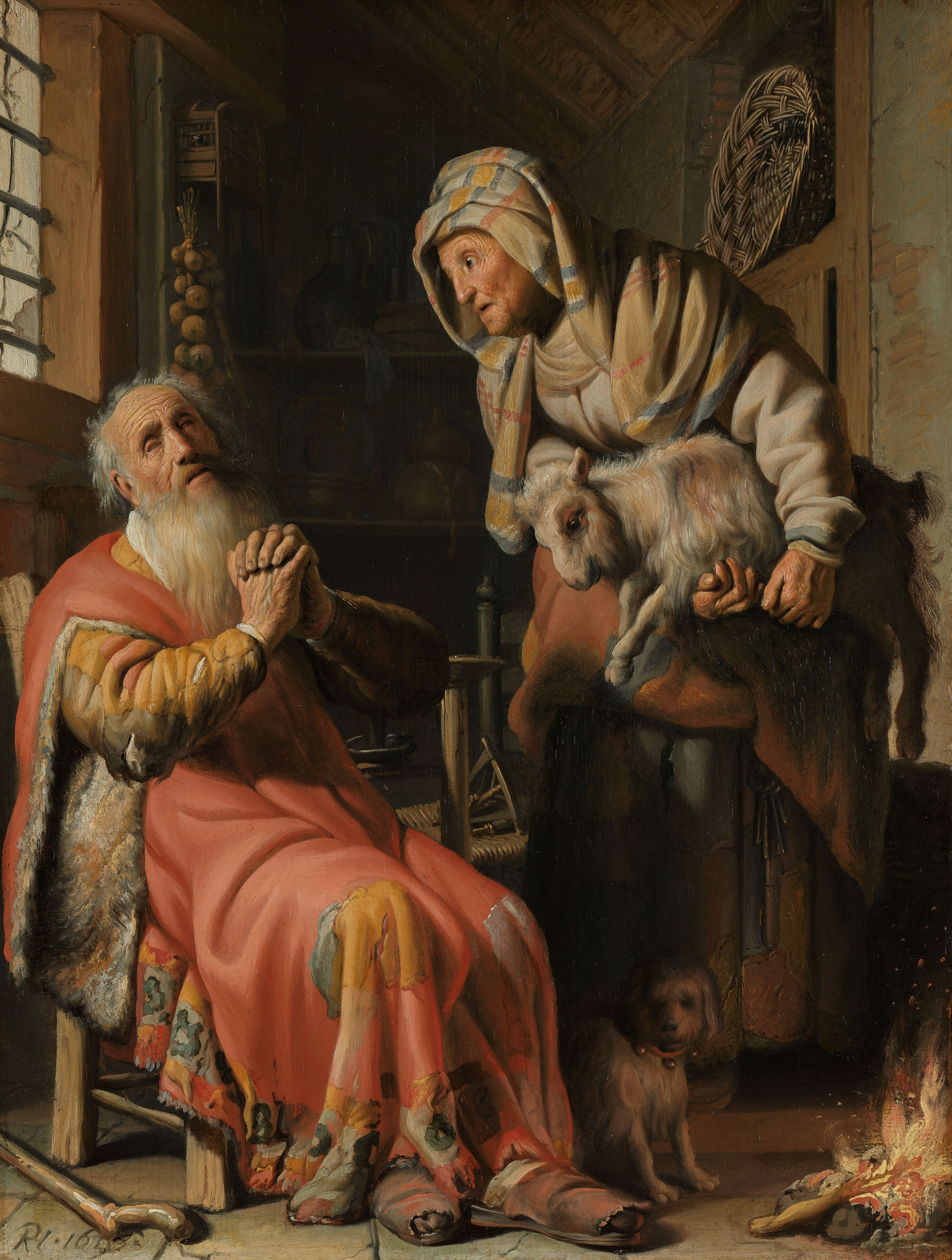
『トビトと子ヤギを持ったアンナ』レンブラント・ファン・レイン、1626年

『トビト記』（Book of Tobit）は、捕囚の地に生きたトビトの物語。『トビト記』は教派によって扱いに違いがあり、ユダヤ教では外典として扱い、カトリック教会と正教会では旧約聖書続編（または第二正典）に加えている。また、プロテスタントでは聖書としてではなく、文学として扱っている。

## 物語
物語は以下のようなものである。アッシリア捕囚で連れていかれ、ニネベに暮らすナフタリ族のトビトは善行を積んでおり、ある日、危険を顧みず殺されたユダヤ人の死体を埋葬した。穢れを嫌って庭で寝ているとすずめの糞が目におちて失明してしまう。さらにささいなことで妻をも疑ったことを恥じ、トビトは死を願う。同じころエクバタナでは、悪魔アスモダイのせいで夫たちが次々に初夜に死んでしまうことで悩む女性サラも死を願っていた。神はこれを聞いて天使ラファエルを差し向ける。その後、紆余曲折を経て、息子トビアの尽力でトビトの目はみえるようになり、トビアはサラについていた悪魔を追い出してサラと結婚した。

## 日本語訳
- 『旧約聖書外典（上）』「トビト書」関根正雄訳、講談社文芸文庫（1998年）

## ギャラリー

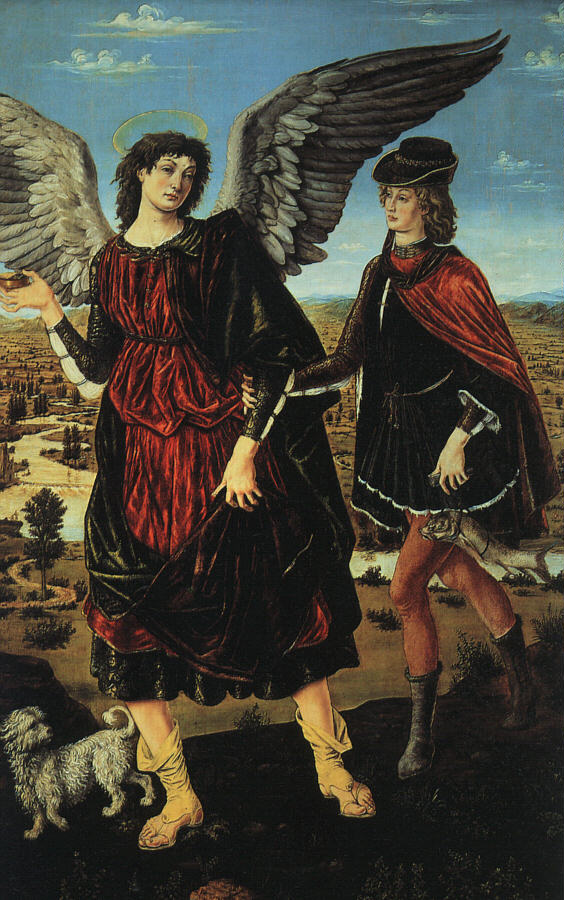
アントニオ・デル・ポッライオーロ『大天使ラファエルとトビアス』1465年-1470年頃 サバウダ美術館所蔵
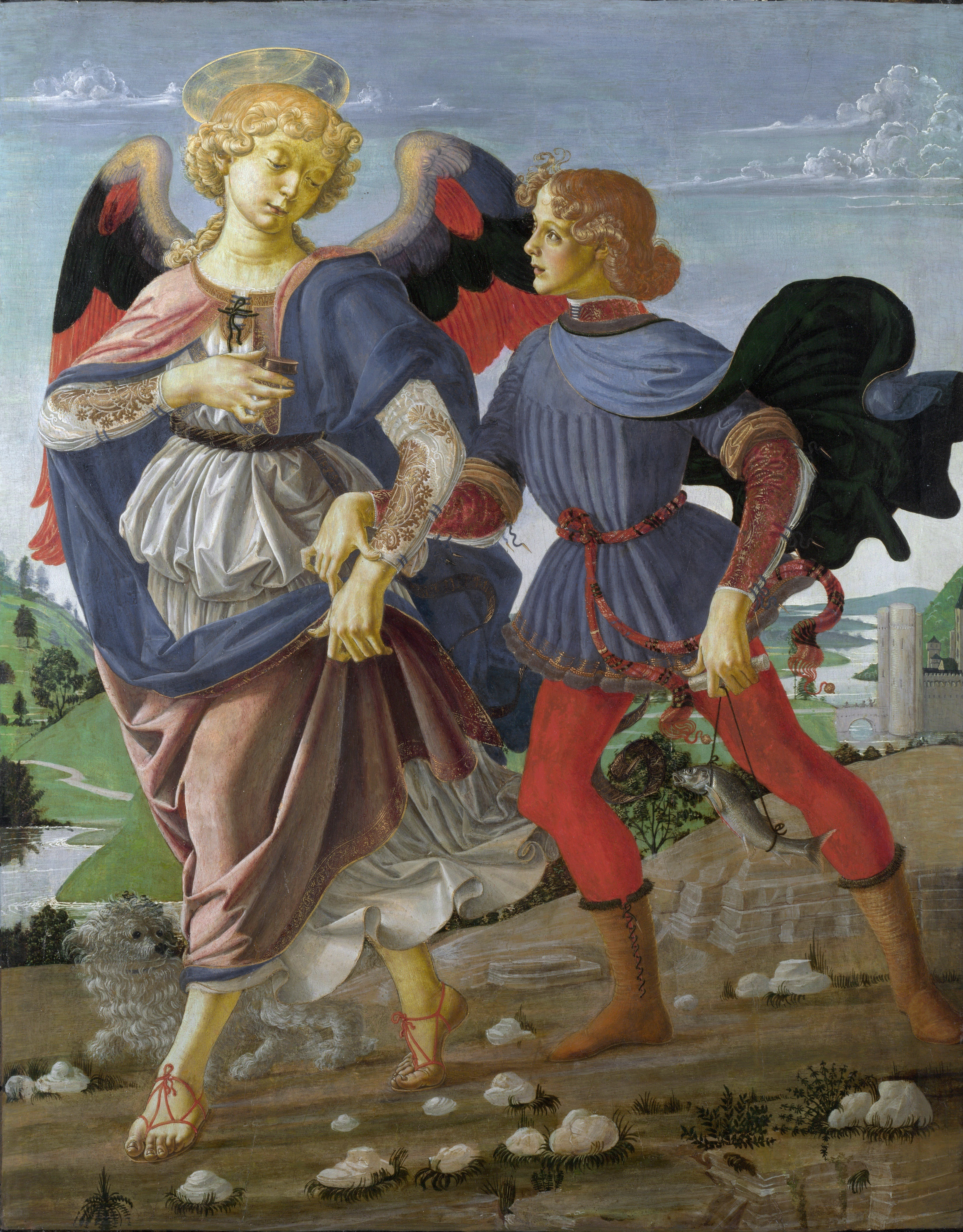
アンドレア・デル・ヴェロッキオの工房『トビアスと天使』470年–1480年頃 ロンドン・ナショナル・ギャラリー所蔵
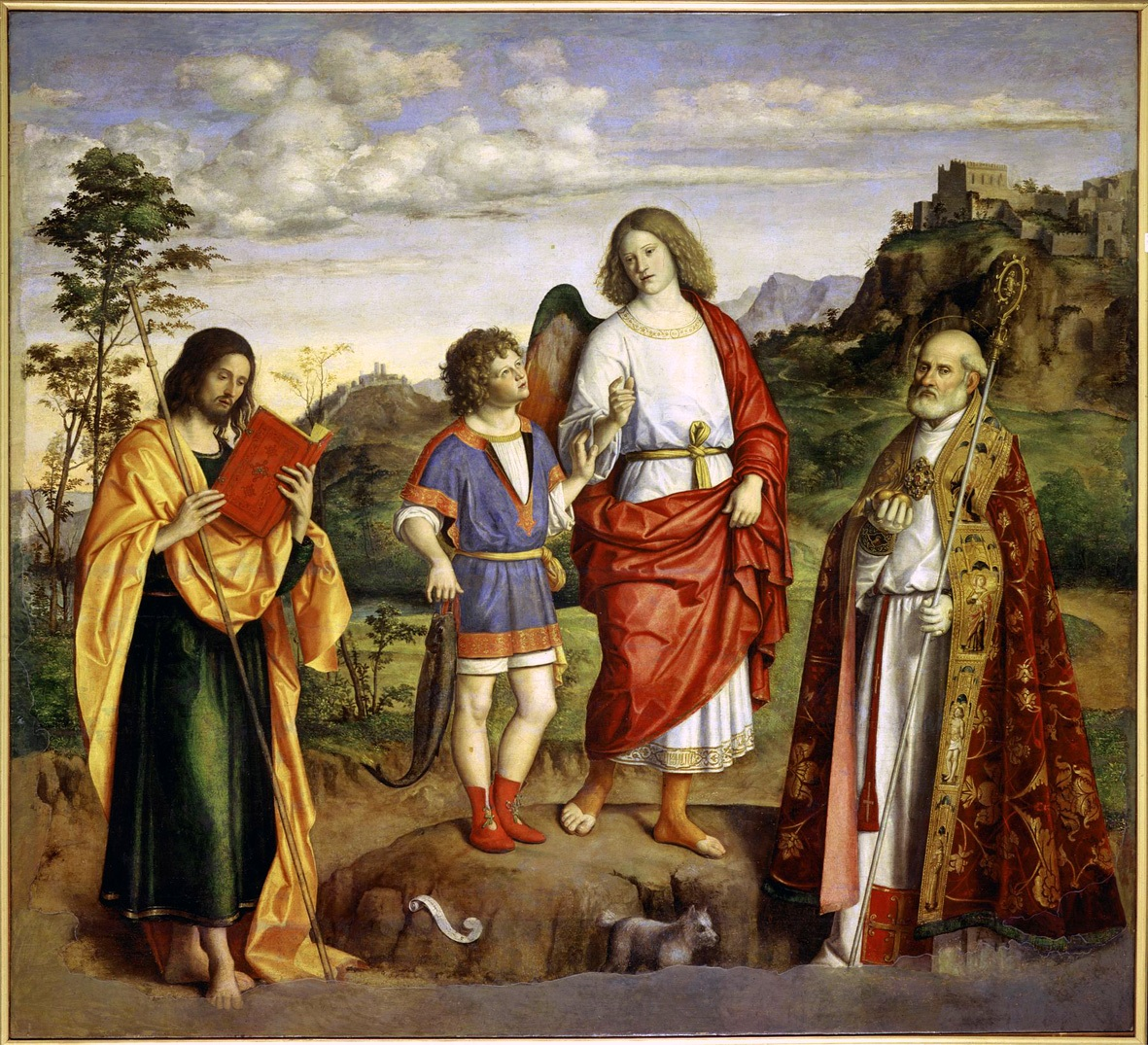
チーマ・ダ・コネリアーノ『大天使ラファエルとトビアス、聖ニコラウス、聖ヤコブ』1513年頃 アカデミア美術館所蔵